# Jelly d’Arányi

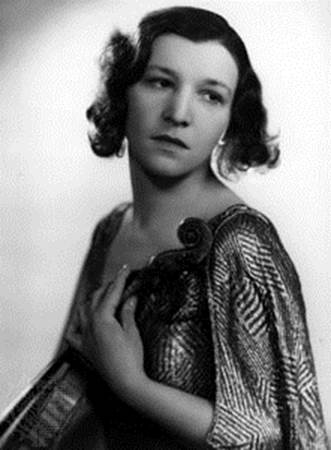
Jelly d’Arányi, um 1923

Jelly d’Arányi (auch Jelly d’Aranyi, * 30. Mai 1893 in Budapest, Österreich-Ungarn; † 30. März 1966 in Florenz) war eine englische Geigerin ungarischer Herkunft.

## Leben
Jelly d’Arányi, eine Großnichte des berühmten Geigers Joseph Joachim, begann als Pianistin, bevor sie sich an der Akademie in Budapest als Studentin bei Jenő Hubay auf die Geige konzentrierte.
1909 trat der australische Pianist Frederick Kelly zum ersten Mal mit der damals 16-jährigen Jelly auf. Sie verliebte sich sofort in ihn. Nach seiner Rückkehr aus Australien 1912 gaben sie weitere gemeinsame Konzerte. Mit Beginn des Ersten Weltkriegs 1914 unterschrieb Kelly bei der British Royal Naval Division (Kriegsmarine) und wurde nach der türkischen Halbinsel Gallipoli, am Ausgang der Dardanellen entsandt. Hier schrieb er eine Violinsonate für Jelly, die er 1916 vor der Evakuierung von Gallipoli fertigstellte. Bei einem kurzen Erholungsurlaub in London spielte er die Sonate „Gallipoli“ für Jelly. Anschließend wurde er an die Front in Frankreich entsandt. Er fiel bei den Kämpfen an der Somme am 13. November 1916. D'Aranyi spielte die ihr gewidmete Sonate mit dem Pianisten Leonard Borwick an seinem Gedenk-Gottesdienst in der Wigmore Hall am 2. Mai 1919. Sie hat nie geheiratet und sein Foto stand auf ihrem Piano, solange sie lebte.
Nach Konzertreisen durch Europa und Amerika ließ sie sich 1923 als geschätzte Violinistin in London nieder. Gemeinsam mit dem Komponisten Béla Bartók spielte sie dort 1922 bzw. 1923 die Uraufführung seiner beiden Sonaten für Violine und Klavier. Maurice Ravel widmete ihr 1924 Tzigane für Violine und Klavier, Ralph Vaughan Williams wenig später sein Concerto Accademico. Gustav Holst schrieb sein Double Concerto for 2 Violins für sie und ihre Schwester Adila Fachiri (1886–1962).
Gemeinsam mit ihrer Schwester war sie daran beteiligt, das lange verschollen geglaubte Violinkonzert von Schumann zur Uraufführung zu bringen. Zu jener Zeit war Okkultismus sehr in Mode. Sie glaubten an Spiritismus und benutzten ein Ouija-Brett, um mit Personen aus dem Jenseits in Kontakt zu treten. Die Schwestern schrieben 1933 an den Schott-Verlag und teilten diesem mit, auf spiritistischen Sitzungen von den Geistern Schumanns und Joachims aufgefordert worden zu sein, das Werk aufzuspüren und aufzuführen. Die Aufführungsrechte lagen jedoch in Deutschland, so dass am 26. November 1937 das Violinkonzert seine Uraufführung durch Georg Kulenkampff und das Philharmonische Orchester Berlin unter Leitung von Karl Böhm erlebte. 1938 spielte d’Aranyi mit dem BBC Symphony Orchestra die Londoner Erstaufführung des Werkes.
Eine lebenslange Freundschaft verband sie mit Georgie Hyde-Lees, der Ehefrau von William Butler Yeats, die ebenfalls dem Spiritismus zugetan war.

## Film
- Elgar’s Tenth Muse: The Life of an English Composer – Film 1996. Regisseur: Paul Yule. In den Hauptrollen James Fox als Edward Elgar und Faith Brook als Jelly d'Aranyi.